# Třída Čapajev
Třída Čapajev (jinak též Projekt 68) byla třída lehkých křižníků sovětského námořnictva z období druhé světové války. Celkem bylo rozestavěno sedm jednotek této třídy, ale práce následně přerušila válka. Po jejím skončení bylo dokončeno pět křižníků. Ve službě byly od roku 1950. Poslední byl vyškrtnut roku 1979.

## Stavba
Stavba křižníků této třídy byla schválena v rámci třetího pětiletého programu na obnovu floty. Plavidla mělo získat Baltské a Černomořské. Oproti předchozí třídě Kirov byly tyto lodě výrazně mohutnější a jejich trup byl prodloužen, aby mohly nést čtvrtou dělovou věž. Vizuálně i tato třída připomínala křižníky italské. V letech 1939–1940 bylo rozestavěno sedm jednotek této třídy. Jejich stavbu zásadně zpomalilo vypuknutí druhé světové války. Roku 1940 byla zastavena stavba křižníků Sverdlov a Ordžonikidze, přičemž po německé invazi do Sovětského svazu byly oba křižníky ukořistěny. Rozestavěné křižníky Kujbyšev a Frunze se podařilo evakuovat do kavkazských přístavů. Záď křižníku Kujbyšev byla použita při opravě poškozeného těžkého křižníku Molotov. Zbývající pětice (Čapajev, Čkalov, Železňakov, Frunze a Kujbyšev) byla, v upravené podobě projekt 68K, dokončena v letech 1949–1950.
Jednotky třídy Čapajev:
| Jméno        | Loděnice                             | Založení kýlu     | Spuštěn           | Vstup do služby   | Osud |
| ------------ | ------------------------------------ | ----------------- | ----------------- | ----------------- | --- |
| Železňakov   | Č. 194 André Martyho, Leningrad      | 31. října 1939    | 25. června 1941   | 19. dubna 1950    | Roku 1950 převeden k Severnímu loďstvu. Od roku 1961 sloužil jako cvičná loď. Roku 1975 vyškrtnut. Mezi lety 1976–1977 byl sešrotován. |
| Kujbyšev     | Č. 200 61 komunardů, Nikolajev       | 31. srpna 1939    | 31. ledna 1941    | 20. dubna 1950    | Od roku 1958 cvičná loď. Vyškrtnut a sešrotován 1965.                                                                                  |
| Sverdlov     | Č. 200 61 komunardů, Nikolajev       | 31. prosince 1940 | –                 | –                 | Stavba zrušena 1940. |
| Čapajev      | Č. 189 Sergo Ordžonikidze, Leningrad | 8. října 1939     | 28. dubna 1941    | 16. května 1950   | Roku 1950 převeden k Severnímu loďstvu. Od roku 1958 cvičná loď. Vyřazen 29. října 1960 a sešrotován 1961.                             |
| Čkalov       | Č. 189 Sergo Ordžonikidze, Leningrad | 31. srpna 1939    | 25. října 1947    | 1. listopadu 1950 | Od roku 1958 cvičná loď Komsomolec. Vyškrtnut 1979. Sešrotován 1980.                                                                   |
| Frunze       | Č. 198 André Martyho, Nikolajev      | 29. srpna 1939    | 31. prosince 1940 | 19. prosince 1950 | Od roku 1958 cvičná loď. Vyškrtnut 1960. V letech 1960–1961 sešrotován.                                                                |
| Ordžonikidze | Č. 198 André Martyho, Nikolajev      | 31. prosince 1940 | –                 | –                 | Stavba zrušena 1940. |

## Konstrukce

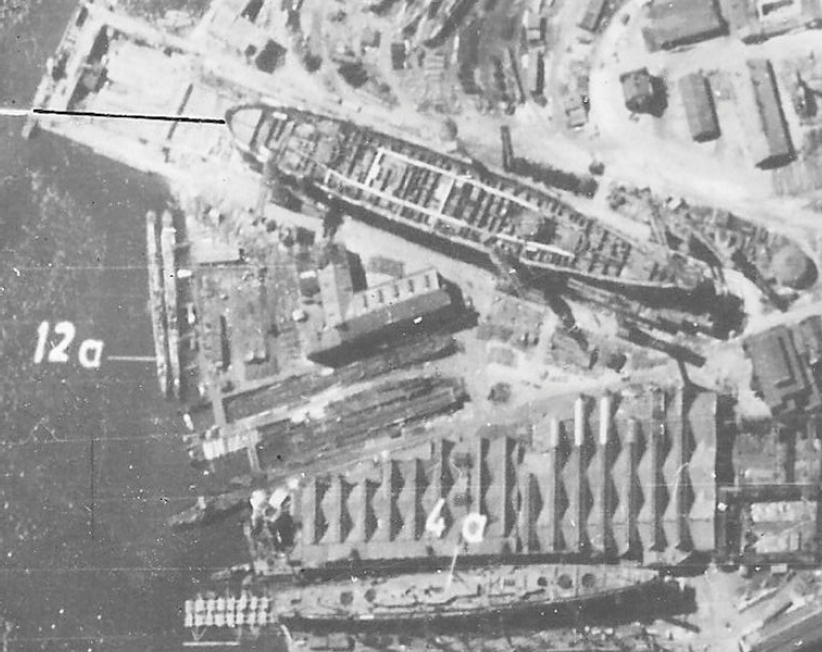
Rozestavěná bitevní loď Sovětskij Sojuz (nahoře) a lehký křižník Čkalov na snímku pořízeném průzkumným letounem Luftwaffe 26. června 1941

Dokončené křižníky měly oproti předchozím plánům zesílené pancéřování (řešeno bylo jako u třídy Kirov) a posílenou lehkou protiletadlovou výzbroj, která se původně měla skládat z dvanácti 37mm kanónů a osmi 12,7mm kulometů. Po válce navíc byly vybaveny sestavou radarů a trupovým sonarem Tamir-5N. Hlavní výzbroj tvořilo dvanáct 152mm/57 kanónů B-38 ve čtyřech třídělových věžích. Sekundární výzbrojí bylo dalších osm kanónů ráže 100 mm. Doplňovalo je 24 kusů 37mm kanónů a šest 533mm torpédometů. Plavidla této třídy také byla vybavena pro nesení až 146 námořních min. Pohonný systém tvořilo šest vodotrubních kotlů KV-68 a dvě převodové turbíny TV-7 o výkonu 110 000 shp, pohánějící dva lodní šrouby. Nejvyšší rychlost dosahovala 34 uzlů. Dosah byl 6300 námořních mil při rychlosti 18 uzlů.